# Metriocnemus nigrescens
Metriocnemus nigrescens är en tvåvingeart som beskrevs av Oskar Augustus Johannsen 1932. Metriocnemus nigrescens ingår i släktet Metriocnemus och familjen fjädermyggor. Inga underarter finns listade i Catalogue of Life.